# Севен-Майл (Огайо)
Севен-Майл (англ. Seven Mile) — селище (англ. village) в США, в окрузі Батлер штату Огайо. Населення — 712 особи (2020).

## Географія
Севен-Майл розташований за координатами 39°29′9″ пн. ш. 84°33′8″ зх. д. / 39.48583° пн. ш. 84.55222° зх. д. (39.485923, -84.552317).  За даними Бюро перепису населення США в 2010 році селище мало площу 1,87 км², уся площа — суходіл.

## Демографія
Згідно з переписом 2010 року, у селищі мешкала 751 особа в 295 домогосподарствах у складі 206 родин. Густота населення становила 401 особа/км².  Було 317 помешкань (169/км²).
Расовий склад населення:
| - 97,6 % — білих - 0,3 % — азіатів - 0,1 % — корінних американців - 0,1 % — чорних або афроамериканців |

До двох чи більше рас належало 1,2 %. Частка іспаномовних становила 1,3 % від усіх жителів.
За віковим діапазоном населення розподілялося таким чином: 23,3 % — особи молодші 18 років, 62,3 % — особи у віці 18—64 років, 14,4 % — особи у віці 65 років та старші. Медіана віку мешканця становила 40,3 року. На 100 осіб жіночої статі у селищі припадало 94,1 чоловіків;  на 100 жінок у віці від 18 років та старших — 98,6 чоловіків також старших 18 років.
Середній дохід на одне домашнє господарство  становив 52 400 доларів США (медіана — 40 625), а середній дохід на одну сім'ю — 60 405 доларів (медіана — 58 068). За межею бідності перебувало 14,8 % осіб, у тому числі 14,5 % дітей у віці до 18 років та 7,6 % осіб у віці 65 років та старших.
Цивільне працевлаштоване населення становило 397 осіб. Основні галузі зайнятості: виробництво — 19,1 %, освіта, охорона здоров'я та соціальна допомога — 19,1 %, роздрібна торгівля — 12,6 %, будівництво — 9,8 %.